# 十勝岳 (日高山脈)
十勝岳（とかちだけ）は、北海道浦河郡浦河町と広尾郡広尾町に跨り、日高山脈南部にある標高1,457mの山。

## 概要
日高山脈襟裳十勝国立公園内にある三等三角点（点名「幌尻」）の山である。

## 登山ルート
メナシュンベツ川沿いの林道の終点にあたる楽古山荘からニクボシュメシュウベツ川の沢登り、あるいは楽古岳経由で稜線伝いに辿る。

## 近隣の山
- 楽古岳（1,471.9m）
- オムシャヌプリ（1,363m）
- 野塚岳（1,363.2m）
- 広尾岳（1,231m）
- アポイ岳（810.6m）
- 豊似岳（1,105m）